# Рёзерфордин
Рёзерфордин или рёзерфордит (дидерихит) — минерал класса карбонатов, состоящий из почти чистого карбоната уранила (UO2)(CO3). Назван в честь Эрнеста Резерфорда.
Кристаллизуется в ромбической системе, кристаллы полупрозрачные, полосчатые, удлинённые размером до 3 мм. Рёзерфордин обычно находится на уранините в форме от плотной до порошкообразной тонкодисперсной массы, но также образует радиальные или волокнистые агрегаты. Удельный вес — 5.7 г/см³. Имеет два направления спайности.
Цвет коричневый, оранжевый, жёлтый, или белый. Способен к флуоресценции.

## Этимология и история
Рёзерфордин впервые обнаружен на западном склоне Луквенгуле в горах Улугури из области Морогоро в Танзании и описан в 1906 году немецким химиком Вилли Марквальдом (1864—1942), который назвал минерал в честь Эрнеста Резерфорда, чтобы почтить его заслуги в исследовании явления радиоактивности.
Экземпляры минерала находятся в Музее естествознания в Париже (№ 109.1083 каталога экспонатов) и в Национальном музее естественной истории в Вашингтоне (№ 93291 каталога экспонатов).

## Классификация
В 8-м издании минеральной системы Штрунца рёзерфордин принадлежит к общему классу карбонатов, нитратов и боратов, к отделу уранилкарбонатов [UO2]2+[CO3]2- вместе с блатонитом, жолиотитом и освальдпитерситом
формируя группу V/F.01.
9-е издание минеральной системы Штрунца, которая действует с 2001 года и используется Международной минералогической ассоциацией (ММА), классифицирует рёзерфордин в сокращенном классе «карбонаты и нитраты», а также в разделе «уранилкарбонаты». Далее в соответствии с молярным отношением уранил-карбонатного комплекса минерал располагается в соответствии с составом в подразделе «UO2:CO3 < 1:1 — 1:2», где является единственным членом группы 5.EB.05.
Система минералов по Дана классифицирует рёзерфордин по общему классу «карбонаты, нитраты и бораты» в отделе «безводных карбонатов». Здесь его можно найти как единственного члена группы 14.01.04 в подразделе «Безводные карбонаты с простой формулой A+CO3».

## Кристаллическая структура
[[Файл:Кристаллическая структура резерфордина в направлении кристаллографической оси b
__ U
__ O
__ C]]
Рёзерфордин кристаллизуется в ромбической сингонии в пространственной группе Imm2 (№ 44) с параметрами решетки a = 4.84 Å; b = 9.27 Å и с = 4.30 Å и двумя формульными единицами на элементарную ячейку. Уранил-ион имеет искаженную гексагонально-бипирамидальную структуру. На рисунке атомы кислорода уранила выступают вверх и вниз от плоскости. Один карбонатный анион скоординирован четырьмя уранильными ионами, так что они образуют линейные слои. Эти слои лежат параллельно друг другу в кристаллической решетке таким образом, что атомы кислорода уранила координируют свободную координационную точку карбонатного аниона, так что это приводит к слегка искаженной тригонально-бипирамидальной структуре.

## Свойства
Минерал радиоактивен из-за высокого содержания урана (до 72.12 масс. %) с удельной активностью до 129.1 кКи/г (для сравнения: природный калий 0.0312 кКи/г). Указанное значение может значительно варьироваться в зависимости от содержания минерала в породе и его состава, а также возможно селективное обогащение или обеднение продуктами радиоактивного распада, что может влиять на активность.
В 1954 году Г. Бултеманн провел флуоресцентный анализ вторичных урановых минералов, включая жёлто-зеленый флуоресцентный рёзерфордин из региона Морогоро (Танзания). Наблюдение Бултеманна, однако, не может быть подтверждено синтетическим чистым рёзерфордином. Отмеченная флуоресценция результат присутствия примесей и вторичного минерального образования в естественно сформированных образцах рёзерфордина.

## Известные месторождения и сопутствующие минералы

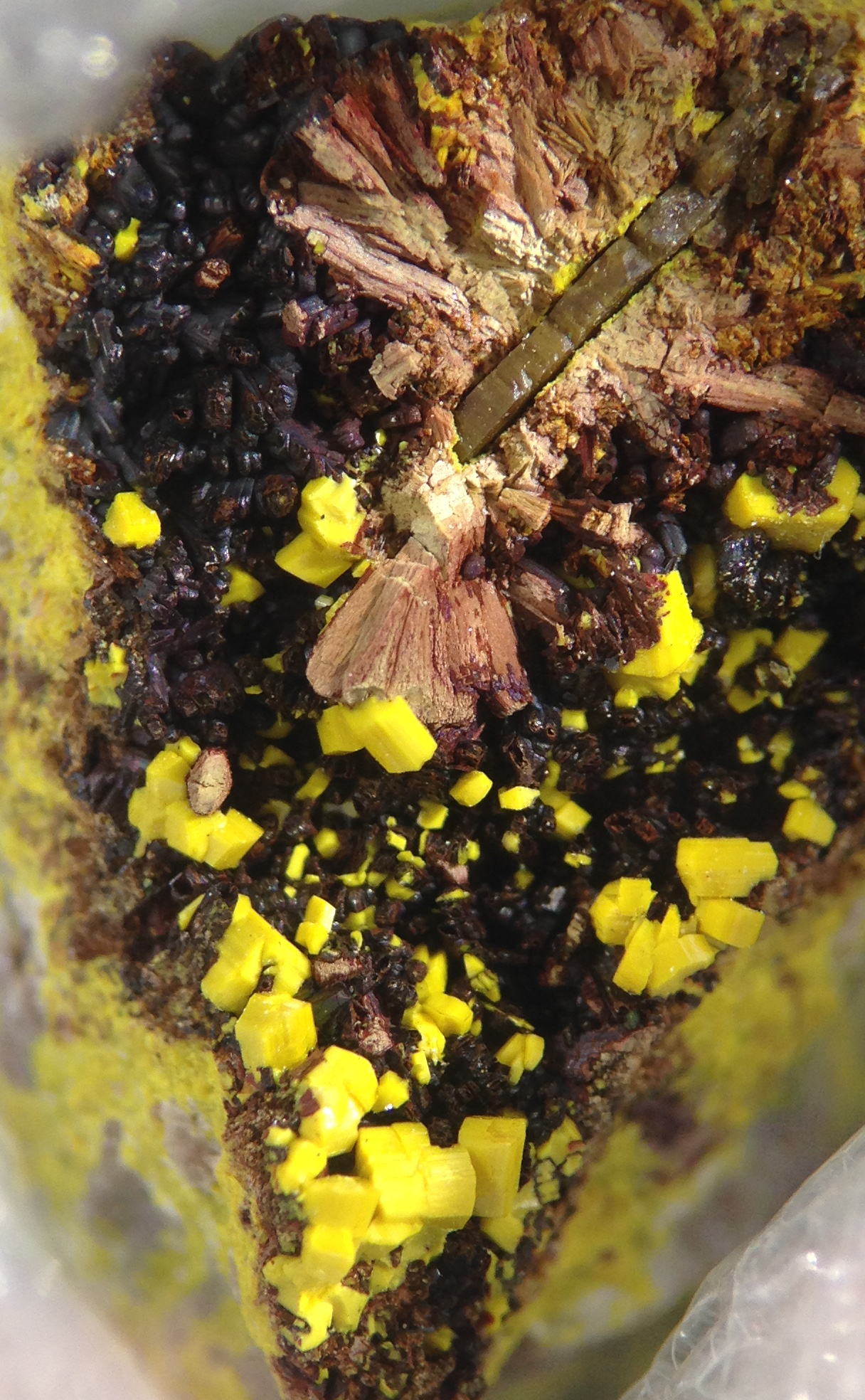
Парагенезис рёзерфордина (коричневого цвета) с соддитом (жёлтый) из рудника Колвези, Демократическая Республика Конго

Рёзерфордин образуется как типичный вторичный минерал из уранинита в результате его выветривания. Кроме уранинита, бывает ассоциирован с другими, более редкими минералами урана: беккерелитом, биллиетитом, болтвудитом, кюритом, фурмайеритом, казолитом, масюйитом, метаторбернитом, скупитом, склодовскитом, студтитом и вандендрисшеитом.
Так как это редкое минеральное образование, у рёзерфордина можно найти только несколько месторождений. По состоянию на 2013 год известно около 50 месторождений. Первое обнаруженное месторождение — Луквенгуле в горах Улугури — единственное известное место в Танзании.
В Германии минерал встречался на шахтах под Виттихеном, Шнеллингеном/Хаслахом в Кинцигтале или Альпирсбахе, в Баден-Вюртемберге, под Фельзендорфом в Баварии, на урановом месторождении Эльвейлер на земле Рейнланд-Пфальц и в Шнееберге в Саксонских горах.
На данный момент единственным известным местом обнаружения в Австрии является шахта Übelskogel возле Вальденштайна (муниципалитет Вольфсберг) в Каринтии, где минерал был обнаружен в образцах горных пород во время строительства туннеля для автомагистрали South A2.
Другие месторождения обнаружены в Демократической республике Конго (Заир), на Северной территории Австралии, в Бразилии, Китае, Франции, Канаде, Норвегии, Чешской Республике, Великобритании и США.

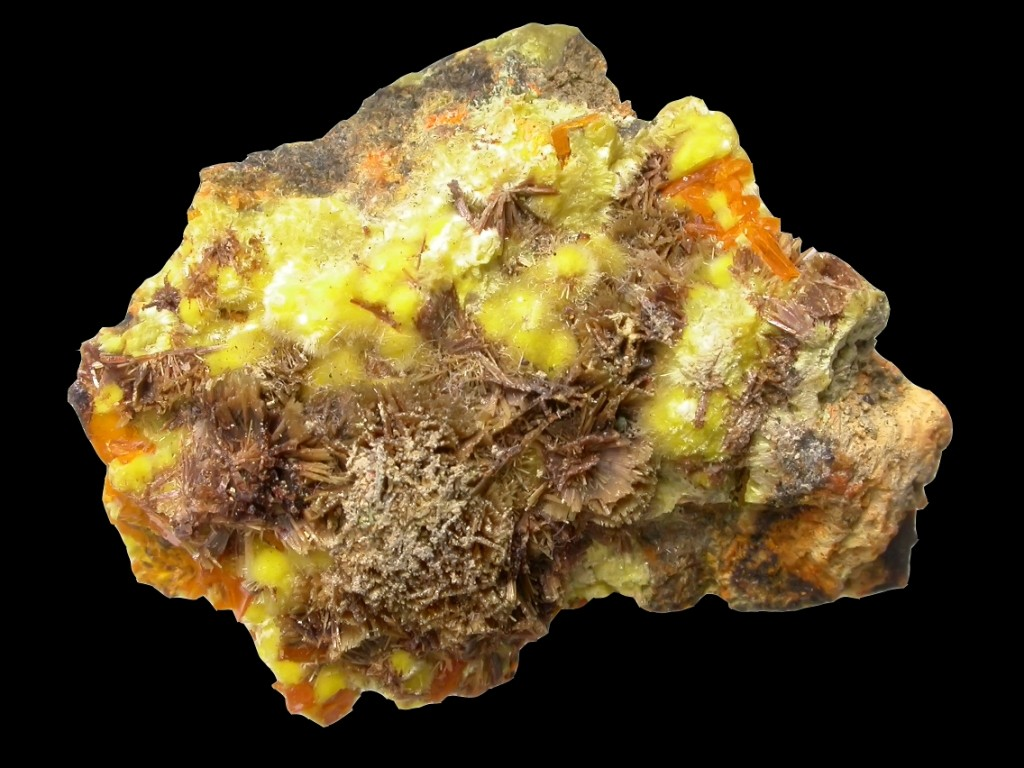
Рёзерфордин (тёмно-бежевый), биллитит (оранжевый) и уранофан (жёлтый) из шахты Шинколобве, Катанга, Демократическая Республика Конго (размеры: 2.5×2.0×0.7 см)
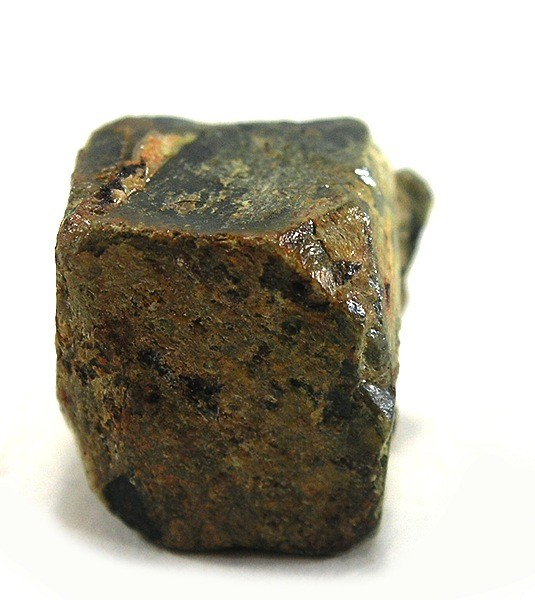
Рёзерфордин (желтовато-коричневое покрытие) на уранините с гор Улугури, Танзания (0.9×0.8×0.7 см)
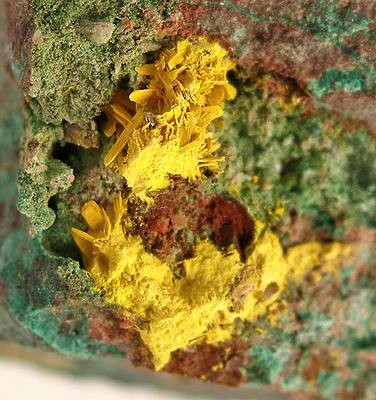
Cкупит — псевдоморфоз рёзерфордина из шахты Мусоной, Катанга, Демократическая Республика Конго (3.5×3.1×2.5 см)

## Меры предосторожности
Из-за высокой токсичности и сильной радиоактивности образцы рёзерфордина должны храниться в пылезащитных и радиационно-стойких контейнерах и в специализированных помещениях. Следует предотвращать попадание в организм и избегать прямого контакта. При работе с минералом следует надевать респиратор и перчатки.